# ATS-1
O ATS-1 (da série Applications Technology Satellite) foi um satélite de comunicação lançado pela NASA em 7 de Dezembro de 1966 a partir da Estação da Força Aérea de Cabo Canaveral por intermédio de um foguete Atlas-Agena D.

## Objetivos
O objetivo primário do ATS-1 como satélite de comunicação, era testar técnicas de órbitas geoestacionárias a 37.000 km de altitude, transmitia dados e imagens para estações em terra, assim como transmissões de vídeos para programas de TV. Ele foi o primeiro satélite a usar o método de acesso FDMA (Frequency Division Multiple Access), que aceitava sinais múltiplos independentes e os retransmitia numa única via.
Esse satélite foi projetado e lançado com os seguintes objetivos:
- testar novos conceitos em desenho de espaçonaves, propulsão e estabilização
- coletar fotos de alta qualidade da cobertura de nuvens e transmitir dados meteorológicos a partir de um satélite geossíncrono
- obter dados sobre o ambiente aeroespacial "in loco"
- testar sistemas de comunicação melhorados

## Características
Esse satélite tinha o formato cilíndrico, com 142 cm de diâmetro e 135 cm de altura (cerca de 270 cm de altura se considerar a cobertura do motor) com a superfície recoberta por painéis solares, e estabilizado por rotação.

### Instrumentos
Um total de quinze experimentos foram conduzidos durante a missão:
- Suprathermal Ion Detector
- Biaxial Fluxgate Magnetometer
- Omnidirectional Spectrometer
- Electron Spectrometer
- Particle Telescope
- Solar Cell Radiation Damage
- Thermal Coating Degradation
- Range Rate Beacon (NASA-GSFC)
- Spin-Scan Cloudcover Camera (SSCC)
- Communication Microwave Transponder (Hughes Co)
- Communication VHF Transponder (Hughes Co)
- Nutation Sensor
- Resisto-Jet Thruster
- Faraday Rotation
- Meteorological Data Relay System

## Missão
O satélite ATS-1 foi colocado inicialmente numa órbita geossíncrona a 151,16º Oeste sobre o Oceano Pacífico. No geral, a maioria dos experimentos foi bem sucedido. A cobertura de dados foi normal até 1970, depois do que começou a haver uma certa limitação na aquisição de dados em tempo real até Maio de 1974. A partir de então, o satélite serviu como satélite de comunicação para um grande número organizações públicas estatais e federais. Foi planejada a continuidade das operações numa longitude de 164º Leste até Setembro de 1983 para então ser retirado da órbita geoestacionária.
Ele foi um dos satélites usados durante a transmissão do programa internacional Our World, em 1967, fornecendo um link entre Estados Unidos e Austrália durante o programa.